# 홍길남
홍길남(1971년 2월 24일 ~ )은 OB 베어스의 전 야구 선수다. 보성고등학교를 졸업했다.

## 특이 사항
1990년 7월 12일, 삼성 라이온즈와의 더블헤더 경기에서 두 경기 모두 구원 등판했으나 두 경기 모두 패전투수가 되면서 한국프로야구 최초로 하루에 2패를 기록한 투수가 되었다.

## 등번호
- 1 (1990~1992)
- 26 (1993~1998)

## 같이 보기
- 1995년 OB 베어스 시즌